# Nacha Punthong
Nacha Punthong (30 de noviembre de 1987) es un deportista tailandés que compitió en taekwondo.
Ganó dos medallas en el Campeonato Mundial de Taekwondo en los años 2007 y 2011, y dos medallas en el Campeonato Asiático de Taekwondo en los años 2006 y 2008. En los Juegos Asiáticos de 2010 consiguió una medalla de plata.

## Palmarés internacional
| Campeonato Mundial  | Campeonato Mundial       | Campeonato Mundial | Campeonato Mundial |
| Año                 | Lugar                    | Medalla            | Categoría          |
| ------------------- | ------------------------ | ------------------ | ------------------ |
| 2007                | Pekín (China)            | Medalla de plata   | –62 kg             |
| 2011                | Gyeongju (Corea del Sur) | Medalla de bronce  | –63 kg             |
| Juegos Asiáticos    |                          |                    |                    |
| Año                 | Lugar                    | Medalla            | Categoría          |
| 2010                | Cantón (China)           | Medalla de plata   | –63 kg             |
| Campeonato Asiático |                          |                    |                    |
| Año                 | Lugar                    | Medalla            | Categoría          |
| 2006                | Bangkok (Tailandia)      | Medalla de plata   | –62 kg             |
| 2008                | Luoyang (China)          | Medalla de bronce  | –62 kg             |